# Districtul Sigus
Sigus este un district din provincia Oum El Bouaghi, Algeria.